# Франциск от Паола
Вижте пояснителната страница за други личности с името Свети Франциск.
Свети Франциск от Паола (на латински: Franciscus de Paula) е католически светец, основател на Ордена на минимите.

## Биография
Свети Франциск от Паола е роден в гр.Паола в Калабрия, който през този период е в състава на Неаполитанското кралство. Обучава се в роздния си град при монаси-францисканци. Съгласно житието му, на 13-годишна възраст прекарва около едно година в манастир, след което заедно с родителите си извършва поклонническо посещение в Асизи. След завръщането си в Паола става отшелник и се заселва в отдалечена пещера, където живее в уединение и молитви около 6 години.
Около 1435 г. към него се присъединяват последователи и Франциск основава общност, която получава името „Отшелници на Свети Франциск Асизки“. Числото на учениците му се увеличава и Франциск и последователите му основават манастири в Патерно през 1444 г. и в Милацо (Сицилия) през 1469 г.
През 1474 г. папа Сикст IV утвърждава новия монашески орден под името „Конгрегация на еремитите на брат Франциск от Паола“.
През 1493 г. папа Александър VI с булата Meritis religiosae vitae дава на ордена името „Еремити от ордена на минимите“ и от този момент последователите на Франциск от Паола стават известни под името „миними“.
През 1483 г. френският крал Луи XI кани Франциск от Паола във Франция в замъка Плеси ле Тур. Неговият приемник Шарл VIII също високо цени мъдростта и светостта на Франциск от Паола и основава два манастира - до Плеси ле Тур и в Рим. Франциск умира на 2 април 1507 в замъка Плеси ле Тур.
Католическата църква почита паметта му на 2 април.